# Коммуны Валлонского Брабанта

Провинция Валлонский Брабант на карте Бельгии

Провинция Валлонский Брабант (фр. Province du Brabant wallon, нидерл. Waals-Brabant) входит в Валлонский регион Бельгии и включает в себя 27 коммун.
Провинции и коммуны в Бельгии обладают автономией, закреплённой в Конституции, законодательными полномочиями и формируют свой собственный бюджет. Организационные возможности и компетенции коммун были установлены Коммунальным законом 1836 года и последующими правовыми актами. Во главе коммун находится совет, избираемый на всеобщих
пропорциональных сроком на шесть лет и состоящий из 7-55 депутатов (в зависимости от величины муниципалитета). В его компетенции находятся все вопросы местного уровня. В частности совет занимается решением вопросов, связанных с муниципальными предприятиями, общественными работами, формированием бюджета и местного налогообложения. Во главе исполнительной власти в коммунах находится назначаемый королём мэр по рекомендации избранного муниципального совета, который выдвигает его из своего состава (в крайне редких случаях им становится общественный деятель, не входящий в совет). Как правило мэр представляет сильнейшую партию или же партийную
коалицию, сформированную на местном уровне. Мэр председательствует в совете и правлении, основной его обязанностью является слежение за соблюдением законов и нормативных решений местного совета или правления.
Коммуны Валлонского Брабанта также объединены в округ Нивель, включающий в себя все 27 муниципалитетов провинции.
Провинция Валлонский Брабант занимает площадь в 1091 км² и имеет население в 406 019 жителей (на 1 января 2020 года). Столица провинции — город Вавр. Крупнейшей коммуной по численности населения является Брен-л’Аллё. Самый большой по площади муниципалитет Валлонского Брабанта — Женап (91,52 км²), а самый маленький — Ла-Юльп (15,59 км²).

## Список
В данном списке представлены коммуны провинции Валлонский Брабант, их названия на нидерландском и французском языках, фотографии (панорамы, достопримечательности и т. д.), площадь, население (по данным за 2020 год), гербы, географические координаты, округа (в состав которых входят коммуны), расположение на карте провинции соответствующих муниципалитетов. В примечаниях указаны ссылки на официальные сайты коммун, а также на их страницы на сайте Союза городов и муниципалитетов Валлонии. Доступна сортировка коммун по площади и населению (по возрастанию и убыванию), а также по округам, к которым они относятся.
| Название                                                         | Изображение          | Герб                                     | Площадь (км²) | Население (2020) | Координаты                     | Округ  | Карта                                          | Прим.         |
| ---------------------------------------------------------------- | -------------------- | ---------------------------------------- | ------------- | ---------------- | ------------------------------ | ------ | ---------------------------------------------- | ------------- |
| Бовешен нид. Bevekom, фр. Beauvechain                            | Бовешен              | Герб муниципалитета Бовешен              | 38,59         | 7208             | 50°46′59″ с. ш. 4°46′01″ в. д. | Нивель | Расположение муниципалитета на карте провинции | [ 7 ] [ 8 ]   |
| Брен-л’Аллё нид. Eigenbrakel, фр. Braine-l’Alleud                | Брен-л’Аллё          | Герб муниципалитета Брен-л’Аллё          | 52,11         | 40 130           | 50°40′52″ с. ш. 4°22′19″ в. д. | Нивель | Расположение муниципалитета на карте провинции | [ 9 ] [ 10 ]  |
| Брен-ле-Шато нид. Kasteelbrakel, фр. Braine-le-Château           | Брен-ле-Шато         | Герб муниципалитета Брен-ле-Шато         | 22,69         | 10 575           | 50°40′59″ с. ш. 4°16′01″ в. д. | Нивель | Расположение муниципалитета на карте провинции | [ 11 ] [ 12 ] |
| Вавр нид. Waver, фр. Wavre                                       | Вавр                 | Герб муниципалитета Вавр                 | 41,80         | 34 954           | 50°43′01″ с. ш. 4°36′00″ в. д. | Нивель | Расположение муниципалитета на карте провинции | [ 13 ] [ 14 ] |
| Вален нид. и фр. Walhain                                         | Вален                | Герб муниципалитета Вален                | 37,93         | 7472             | 50°38′28″ с. ш. 4°40′05″ в. д. | Нивель | Расположение муниципалитета на карте провинции | [ 15 ] [ 16 ] |
| Ватерлоо нид. и фр. Waterloo                                     | Ватерлоо             | Герб муниципалитета Ватерлоо             | 21,02         | 30 387           | 50°43′00″ с. ш. 4°23′00″ в. д. | Нивель | Расположение муниципалитета на карте провинции | [ 17 ] [ 18 ] |
| Виллер-ла-Виль нид. и фр. Villers-la-Ville                       | Виллер-ла-Виль       | Герб муниципалитета Виллер-ла-Виль       | 47,45         | 10 917           | 50°34′59″ с. ш. 4°31′59″ в. д. | Нивель | Расположение муниципалитета на карте провинции | [ 19 ] [ 20 ] |
| Гре-Дуасо нид. Graven, фр. Grez-Doiceau                          | Гре-Дуасо            | Герб муниципалитета Гре-Дуасо            | 55,44         | 14 003           | 50°43′59″ с. ш. 4°42′00″ в. д. | Нивель | Расположение муниципалитета на карте провинции | [ 21 ] [ 22 ] |
| Женап нид. Genepiën, фр. Genappe                                 | Женап                | Герб муниципалитета Женап                | 91,52         | 15 639           | 50°36′36″ с. ш. 4°27′00″ в. д. | Нивель | Расположение муниципалитета на карте провинции | [ 23 ] [ 24 ] |
| Жодонь нид. Geldenaken, фр. Jodoigne                             | Жодонь               | Герб муниципалитета Жодонь               | 73,31         | 14 669           | 50°43′01″ с. ш. 4°52′01″ в. д. | Нивель | Расположение муниципалитета на карте провинции | [ 25 ] [ 26 ] |
| Итр нид. Itter, фр. Ittre                                        | Итр                  | Герб муниципалитета Итр                  | 34,92         | 7046             | 50°39′00″ с. ш. 4°16′01″ в. д. | Нивель | Расположение муниципалитета на карте провинции | [ 27 ] [ 28 ] |
| Кур-Сент-Этьен нид. Court-Saint-Etienne, фр. Court-Saint-Étienne | Кур-Сент-Этьен[фр.]  | Герб муниципалитета Кур-Сент-Этьен[фр.]  | 26,64         | 10 608           | 50°37′59″ с. ш. 4°34′01″ в. д. | Нивель | Расположение муниципалитета на карте провинции | [ 29 ] [ 30 ] |
| Ла-Юльп нид. Terhulpen, фр. La Hulpe                             | Ла-Юльп              | Герб муниципалитета Ла-Юльп              | 15,59         | 7438             | 50°43′59″ с. ш. 4°28′59″ в. д. | Нивель | Расположение муниципалитета на карте провинции | [ 31 ] [ 32 ] |
| Лан нид. и фр. Lasne                                             | Лан                  | Герб муниципалитета Лан                  | 47,21         | 14 334           | 50°40′59″ с. ш. 4°28′59″ в. д. | Нивель | Расположение муниципалитета на карте провинции | [ 33 ] [ 34 ] |
| Мон-Сен-Гибер нид. и фр. Mont-Saint-Guibert                      | Мон-Сен-Гибер        | Герб муниципалитета Мон-Сен-Гибер        | 18,63         | 7966             | 50°37′59″ с. ш. 4°37′01″ в. д. | Нивель | Расположение муниципалитета на карте провинции | [ 35 ] [ 36 ] |
| Нивель нид. Nijvel, фр. Nivelles                                 | Нивель               | Герб муниципалитета Нивель               | 60,60         | 29 066           | 50°35′46″ с. ш. 4°19′26″ в. д. | Нивель | Расположение муниципалитета на карте провинции | [ 37 ] [ 38 ] |
| Ор-Жош нид. и фр. Orp-Jauche                                     | Ор-Жош               | Герб муниципалитета Ор-Жош               | 50,49         | 9011             | 50°40′59″ с. ш. 4°57′00″ в. д. | Нивель | Расположение муниципалитета на карте провинции | [ 39 ] [ 40 ] |
| Оттиньи-Лувен-ла-Нёв нид. и фр. Ottignies-Louvain-la-Neuve       | Оттиньи-Лувен-ла-Нёв | Герб муниципалитета Оттиньи-Лувен-ла-Нёв | 33,97         | 31 300           | 50°40′01″ с. ш. 4°30′00″ в. д. | Нивель | Расположение муниципалитета на карте провинции | [ 41 ] [ 42 ] |
| Перве нид. Perwijs, фр. Perwez                                   | Перве                | Герб муниципалитета Перве                | 50,81         | 9440             | 50°37′01″ с. ш. 4°49′01″ в. д. | Нивель | Расположение муниципалитета на карте провинции | [ 43 ] [ 44 ] |
| Рамийи нид. и фр. Ramillies                                      | Рамийи               | Герб муниципалитета Рамийи               | 48,68         | 6601             | 50°37′59″ с. ш. 4°54′00″ в. д. | Нивель | Расположение муниципалитета на карте провинции | [ 45 ] [ 46 ] |
| Ребек нид. и фр. Rebecq                                          | Ребек                | Герб муниципалитета Ребек                | 39,07         | 10 965           | 50°39′00″ с. ш. 4°07′59″ в. д. | Нивель | Расположение муниципалитета на карте провинции | [ 47 ] [ 48 ] |
| Риксансар нид. и фр. Rixensart                                   | Риксансар            | Герб муниципалитета Риксансар            | 17,54         | 22 944           | 50°43′01″ с. ш. 4°31′59″ в. д. | Нивель | Расположение муниципалитета на карте провинции | [ 49 ] [ 50 ] |
| Тюбиз нид. Tubeke, фр. Tubize                                    | Тюбиз                | Герб муниципалитета Тюбиз                | 32,66         | 27 385           | 50°41′34″ с. ш. 4°12′18″ в. д. | Нивель | Расположение муниципалитета на карте провинции | [ 51 ] [ 52 ] |
| Шастр нид. и фр. Chastre                                         | Шастр                | Герб муниципалитета Шастр                | 31,27         | 7729             | 50°36′00″ с. ш. 4°37′59″ в. д. | Нивель | Расположение муниципалитета на карте провинции | [ 53 ] [ 54 ] |
| Шомон-Жисту нид. и фр. Chaumont-Gistoux                          | Шомон-Жисту          | Герб муниципалитета Шомон-Жисту          | 48,08         | 11 662           | 50°41′02″ с. ш. 4°41′41″ в. д. | Нивель | Расположение муниципалитета на карте провинции | [ 55 ] [ 56 ] |
| Элесин нид. Heylissem, фр. Hélécine                              | Элесин               | Герб муниципалитета Элесин               | 16,62         | 3650             | 50°45′00″ с. ш. 4°58′59″ в. д. | Нивель | Расположение муниципалитета на карте провинции | [ 57 ] [ 58 ] |
| Энкур нид. и фр. Incourt                                         | Энкур                | Герб муниципалитета Энкур                | 38,79         | 5594             | 50°42′00″ с. ш. 4°46′59″ в. д. | Нивель | Расположение муниципалитета на карте провинции | [ 59 ] [ 60 ] |

## Карта
На административной карте провинции Валлонский Брабант указано расположение центров её коммун.
Легенда карты:
- 1 — Бовешен
- 2 — Брен-л’Аллё
- 3 — Брен-ле-Шато
- 4 — Вавр
- 5 — Вален
- 6 — Ватерлоо
- 7 — Виллер-ла-Виль
- 8 — Гре-Дуасо
- 9 — Женап
- 10 — Жодонь
- 11 — Итр
- 12 — Кур-Сент-Этьен[фр.]
- 13 — Ла-Юльп
- 14 — Лан
- 15 — Мон-Сен-Гибер
- 16 — Нивель
- 17 — Ор-Жош
- 18 — Оттиньи-Лувен-ла-Нёв
- 19 — Перве
- 20 — Рамийи
- 21 — Ребек
- 22 — Риксансар
- 23 — Тюбиз
- 24 — Шастр
- 25 — Шомон-Жисту
- 26 — Элесин
- 27 — Энкур